# Emilio Zanini
Emilio Zanini (* 10. Dezember 1866 in Cavergno; † 28. Mai 1922 in Locarno) war ein Schweizer Lehrer und Schriftsteller.

## Leben
Emilio Zanini war der Sohn von Giovanni Zanini und dessen Ehefrau Maria Domenica, geborene Dado.
Er unterrichtete italienische Literatur am Kollegium der Serviten in Mendrisio sowie am Lehrerseminar und am Collegio assunzionista di San Carlo in Locarno.
Emilio Zanini war seit 1900 verheiratet mit Vittoria, Tochter des Arztes Giovan Battista Lotti.

### Literarisches Wirken
Emilio Zanini verfasste Gedichte und übersetzte im Dialekt von Cavergno, darunter auch eine Novelle aus Giovanni Boccaccios Decamerone und die Geschichte des Grafen Ugolino della Gherardesca aus Dantes Divina Commedia. Seine bemerkenswerteste Eigenschöpfung La mort dlu marì verfasste er 1897.
Sein Freund Carlo Salvioni publizierte 1902, 1904 und 1905 in der sprachwissenschaftlichen Zeitschrift Archivio glottologico italiano Studien zu dessen Texten.

## Schriften (Auswahl)
- La mort dlu marì. 1897
- Opinioni ferroviarie di un vecchio valmaggese. Locarno: Alberto Pedrazzini, 1903.
- Album-guida della Valle Maggia - Führer durch's Maggia Thal. Locarno: A. Gamba, 1908.
- Lu cont Ugulign in dialett da Cavergn. Hrsg. Renato Martinoni, con sei litografie di Edgardo Cattori, Stamperia Antiqua, Ascona 1985.